# Anabarhynchus mcalpinei
Anabarhynchus mcalpinei är en tvåvingeart som beskrevs av Lyneborg 2001. Anabarhynchus mcalpinei ingår i släktet Anabarhynchus och familjen stilettflugor. Inga underarter finns listade i Catalogue of Life.